# Лавренюк Сергій Віталійович
Сергі́й Віта́лійович Лавреню́к (нар. 8 березня 1971, Львів, Українська РСР) — український кіно-, теле- і театральний продюсер, бізнесмен. Член Європейської кіноакадемії (2018) та Асоціації кіноіндустрії України, входить до правління Української кіноакадемії.

## Біографія
Сергій Лавренюк народився і виріс у Львові. Здобув другу вищу освіту за спеціальністю «Менеджмент і Економіка» у Львівському Державному політехнічному університеті, після чого два роки займався викладацькою діяльністю.
З 1994 року Лавренюк займається дистрибуційним бізнесом. З 2012 року є засновником і співвласником телеканалу «Сонце» та компанії «Solar Media Entertainment».
У 2016 році дебютував як кінопродюсер фільму Любомира Левицького «#Selfieparty», який зайняв третє місце за підсумками зборів першого прокатного вікенду та перебував у прокаті 7 тижнів, зайнявши 5-те місце за підсумками бокс-офісу серед українських релізів за 25 років сучасного вітчизняного кінопрокату. У цьому ж році Сергій Лавренюк виступив як продюсер театральної антрепризи «Ідеальна сімейка», режисера Дмитра Богомазова, прем'єра якого пройшла на сцені театру імені Івана Франка в Києві.
У 2017 році компанія Сергія Лавренюка «Solar Media Entertainment» взяла участь у створенні копродукційної стрічки режисера Сергія Лозниці «Лагідна», яка брала участь в основній конкурсній програмі ювілейного 70-го Каннського кінофестивалю.
У 2018 році вийшов фільм спільного виробництва Франції, Ісландії та України «Гірська жінка: на війні», поставлений ісландським режисераом Бенедиктом Ерлінґссонаом, співпродююсером якого з українського боку виступив Сергій Лавренюк. Стрічка була представлена у програмі Міжнародного тижня критики на 71-му Каннському кінофестивалі та брала участь у ще кількох кінофестивалях й отримала низку фестивальних та професійних кінонагород.
Сергій Лавренюк виступив генеральним продюсером (спільно з Михайлом Хомою) кінокомедії 2018 року «DZIDZIO Контрабас» режисера Олега Борщевського. За перший вікенд фільм зібрав 7,7 млн грн., а за результатами двох тижнів прокату його подивилися більше 200 000 глядачів в Україні; підсумки зборів склали 15 025 000 грн., що стало абсолютним рекордом для українського кіно за 26 років незалежності країни. Загалом, за 13 тижнів прокату стрічка зібрала в Україні 22 148 470 грн.
У 2017 році Сергій Лавренюк став членом правління Української кіноакадемії.

## Фільмографія
| Рік   | Назва українською       | Роль                     | Режисер                                                                                    | Країна                                         |
| ----- | ----------------------- | ------------------------ | ------------------------------------------------------------------------------------------ | ---------------------------------------------- |
| 2016  | #Selfieparty            | продюсер                 | Любомир Левицький                                                                          | Україна                                        |
| 2017  | Лагідна                 | український співпродюсер | Сергій Лозниця                                                                             | Франція, Німеччина, Нідерланди, Литва, Україна |
| 2017  | DZIDZIO Контрабас       | продюсер                 | Олег Борщевський                                                                           | Україна                                        |
| 2018  | Коли падають дерева     | український співпродюсер | Марися Нікітюк                                                                             | Україна Польща Північна Македонія              |
| 2018  | Гірська жінка: на війні | український співпродюсер | Бенедикт Ерлінґссон                                                                        | Франція, Ісландія, Україна                     |
| 2019  | 11 дітей з Моршина      | продюсер                 | Аркадій Непиталюк                                                                          | Україна                                        |
| {2019 | фільм                   | продюсер                 | Станіслав Капралов Україна Шаблон:Країна з прапорцем США, Шаблон:Країна з прапорцем Грузія |                                                |
| 2023  | Егрегор                 | продюсер                 | Станіслав Капралов                                                                         | Україна, Ізраїль, Велика Британія              |

## Родина
Перебуває у шлюбі з Оленою Лавренюк, виховують доньок Поліну і Зою.
.

### Інтерв'ю
- Лілія Зінченко. Продюсер Сергій Лавренюк: Фільм «Лагідна» Сергія Лозниці не є офіційною копродукцією з Україною. Детектор медіа. 20 квітня 2017. Архів оригіналу за 12 липня 2018.
- Катерина Городнича. Сергій Лавренюк: «Гроші в кіно завжди «при чому». Гроші – це голоси глядачів». MIND UA. 13 листопада 2017. Архів оригіналу за 18 листопада 2017.